# Maurício de Vasconcelos
Maurício Reinaldo da Trindade de Vasconcelos e Faria Gonçalves (Lisboa, 27 de março de 1925 – Lisboa, 1 de junho de 1997) foi um arquiteto português, diplomado pela Escola Superior de Belas Artes de Lisboa em 1955.

## Carreira
Estagiou em S. Paulo e Rio de Janeiro entre 1950 e 1952 e em 1959 foi consultor do S.N.I.(Secretariado Nacional de Informação) para projetos de utilidade turística. Em 1962, foi coordenador responsável no G.U. da Câmara Municipal de Almada dos Planos de Urbanização da Costa da Caparica e Trafaria e em 1965 projetou numerosos hotéis e outros equipamentos ligados fundamentalmente com o Turismo, em colaboração com o arquiteto Francisco da Conceição Silva. Foi administrador do GPA – Grupo de Planeamento e Arquitectura desde 1968.
A 9 de junho de 1993, foi agraciado com o grau de Grande-Oficial da Ordem do Infante D. Henrique.

## Principais trabalhos
- 1951 – Habitação Marques da Costa – S. Paulo, Brasil.
- 1952 – Habitação Rangel de Lima – Av. Gago Coutinho, Lisboa.[2]
- 1955/57 – Habitação Conceição Correia – Paço de Arcos.[2]
- 1956 – Cinema Avis – Av. Duque de Ávila, Lisboa.[2][3]
- 1956 – Pavilhão de Bruxelas – Concurso (colaboração Arq. José Luís Tinoco).[2][4]
- 1957 – Sociedade Portuguesa de Automóveis – R. Escola Politécnica, Lisboa.[2]
- 1958 – Habitação Cunha Freitas – Av. do Brasil, Cascais.[2]
- 1959 – Posto Vimioso - Secção e posto da Guarda Fiscal do Vimioso – Vimioso.[2]
- 1960 – B.E.A. – British European Airways – Av. Liberdade, Lisboa.[2]
- 1960 – Restaurante Gambrinus – R. Portas St.º Antão, Lisboa.
- 1960 – Sociedade Portuguesa de Automóveis – Av. Liberdade, Lisboa.[2]
- 1961 – Habitação Franchi – Restelo, Lisboa.
- 1961 – Fábrica Cristiano Cabral Nunes – Covilhã (colaboração Arq. Luís Alçada Baptista).
- 1964 – Habitação Eng.º Álvaro Trigo – Restelo, Lisboa.[5]
- 1964 – Habitação Dr. Luciano Carvalho – Costa da Caparica.
- 1964 – Restaurante Carolina do Aires – Costa da Caparica.[5]
- 1964 – Habitação Domingos França – Venda do Pinheiro, Charneca do Milharado.[5]
- 1965 – Aparthotel de Quarteira – Quarteira, Algarve (colaboração Arq. Conceição Silva).
- 1965 – Hotel Gibalta – Caxias (colaboração Arq. Conceição Silva).
- 1965 – Hotel da Balaia – Balaia, Algarve (colaboração Arq. Conceição Silva).[6][7]
- 1966 – Apartamentos da Balaia – Balaia, Algarve (colaboração Arq. Conceição Silva).[7]
- 1966 – Apartamentos em Sesimbra - Sesimbra (colaboração Arq. Conceição Silva).
- 1967 – Equipamento de Praia – Costa da Caparica.
- 1968 – Restaurante Escorial – R. Portas St.º Antão, Lisboa (colaboração Arq. J.A. Pinto de Oliveira).[5]
- 1969 – Campanha de Segurança nas Praias – “Há mar e mar, há ir e voltar.” (Alexandre O'Neill).
- 1969 – Habitação Dr. Helena Freitas – Cruz Quebrada - Dafundo.
- 1969 – Edifício Habitacional / C.O.M.O.I.N. – Lisboa (GPA).
- 1969 – Cinema St.º António de Cavaleiros – Lisboa (GPA).
- 1969 – Plano de Pormenor de Sapadores / CML – Lisboa (GPA).
- 1970 – Edifício Comercial da Praça de Espanha / CML – Lisboa.
- 1970 – Edifício Sede da Sociedade Portuguesa de Autores – Lisboa (GPA).[8]
- 1970 – Plano de Urbanização da Brandoa / Falagueira – Oeiras (GPA).
- 1970 – Plano UNOR 1 / Plano director de Lisboa / CML – Lisboa (GPA).
- 1970 – Plano de Recuperação do aglomerado marginal da Brandoa – Oeiras (GPA).
- 1971 – Plano de Recuperação do aglomerado marginal das Galinheiras – Lisboa (GPA).
- 1970 – Sociedade Portuguesa de Automóveis – Av. Duque de Loulé, Lisboa (GPA).
- 1972 – Reforma do Plano Director da Região de Lisboa – Lisboa (GPA).
- 1972 – Fábrica Sado Internacional – Setúbal (GPA).
- 1972 – Universidade da Beira Interior – Covilhã (GPA).
- 1973 – Edifício Portugal – R. Febo Moniz, Lisboa (GPA).
- 1973 – Instituto Superior Politécnico da Covilhã – Covilhã (GPA).
- 1973 – Habitação Eng.º Bessone Bastos – Linda-a-Pastora.
- 1974/76 – Conjunto habitacional para o FFH no Plano Integrado de Almada – Almada (GPA).
- 1976 – Reforma do Liceu de Bissau – Guiné-Bissau (colaboração GPA-Profabril).
- 1976 – Internato de Bubaque – Guiné-Bissau (colaboração GPA-Profabril).
- 1976 – Pinhal de Negreiros / Plano de Pormenor – Brejos de Azeitão (GPA).
- 1976 – Hotel Residencial St.º André – Sines (GPA).
- 1977 – Plano de Pormenor do Bairro da Comenda – Évora (GPA).
- 1977 – Plano de Pormenor do Bairro do Bacelo – Évora (GPA).
- 1977/78 – Pinhal de Negreiros / Projeto de edifícios – Brejos de Azeitão (GPA).
- 1979 – Aerogare 2 - Terminal de Passageiros / 1º prémio em concurso – Lisboa (GPA).
- 1980 – Habitação Farinha dos Santos – Cascais.
- 1980 – Escola Superior Agrária de Bragança – Bragança (GPA).
- 1981 – Universidade do Minho / Núcleo de Guimarães – Guimarães (GPA).
- 1980/84 – Aerogare 2 / Projeto Terminal de Passageiros – Lisboa (GPA).
- 1986 – Aeroporto do Porto - Terminal de Passageiros, carga, VIP, TC / 1º prémio em concurso (GPA).
- 1986 – Aeroporto de Faro - Terminal de Passageiros / 2º prémio em concurso (GPA).
- 1987/89 – Aerogare Francisco Sá Carneiro / Projeto Terminal de Passageiros – Porto (GPA).
- 1989 – Aeroporto de S. Miguel / Açores - Terminal de Passageiros / 1º prémio em concurso (GPA).
- 1989 – Hotel do Mar (ampliação) – Sesimbra (GPA).
- 1990 – Aerogare de Ponta Delgada / Projeto Terminal de Passageiros – Açores (GPA).
- 1991 – Residências de Estudantes / Instituto superior politécnico de Bragança – Bragança (GPA).
- 1991 – Fundação Mário Soares – R. S. Bento, Lisboa.
- 1992/94 – Coliseu dos Recreios (recuperação) - R. Portas St.º Antão, Lisboa.

## Trabalhos publicados
- Revista Arquitectura Nº57-58: Concurso para o pavilhão de Portugal em Bruxelas.[4]
- Revista Arquitectura Nº59: Cinema Avis.[3]
- Revista Arquitectura Nº75: Habitação Rangel de Lima; Pavilhão de Bruxelas; Habitação C. Correia; Sociedade Portuguesa de Automóveis; Soprocine-Avis; Secção e posto da Guarda Fiscal do Vimioso; Sociedade portuguesa de Automóveis; Habitação Cunha de Freitas; B. E. A British European Airways[2]
- Revista Arquitectura Nº108: Hotel da Balaia.[6]
- Revista Arquitectura Nº109: Restaurante Carolina Aires; Restaurante Escorial; Casa de Domingos França; Casa de Álvaro Trigo.[5]